# Лех (дирижабль)
Лех (пол. Lech) – перший польський дирижабль в службі Військ Аеротехнічних II РП.
У 1921 році був куплений у Франції дирижабль «Зодіак VZ-11» класу «Vedette». У французькому флоті використаний для патрулювання, супроводження конвоїв та виявлення підводних човнів. Він був доставлений в Гданськ, де в березні 1922 був доставлений в порт в Торуні. Там його зібрали і включили в службу шкільного батальйону Стеревцового авіаційної військової школи. У 1924 році, після  розформування школи, дирижабль був переданий до 1-го батальйону повітряної кулі в Торуні. Першим командиром дирижабля «Лех» був лейтенант Славомир Білек. Навесні 1928 року, після виконання останнього польоту, дирижабль пішов на апеляцію.
Дані:
- Тип: Тиск (безкаркасний м'який)
- Зодіак VZ-11
- Обсяг: 3150 m³
- Довжина: 50 м діаметр 12 м
- Швидкість: 80 км / год
- Діапазон: 800 км
- Стеля: 3000 м
- Екіпаж: 6 осіб діяли в Польщі, 1922-1928
- Місце дислокації: авіашоу зал в Торуні